# 藍原寛子
藍原 寛子（あいはら ひろこ、1967年 - ）は、日本の医療ジャーナリスト。現在、Japan Perspective News株式会社代表。

## 経歴・人物
福島県福島市出身。福島県立福島女子高等学校を経て、1990年に千葉大学文学部行動科学科を卒業後、福島民友新聞社で取材記者兼デスクを担当。マイアミ大学医学部移植外科、フィリピン大学哲学科、アテネオ・デ・マニラ大学フィリピン文化研究所などの客員研究員、国会議員公設秘書を経て、2011年よりフリージャーナリスト。2013年2月28日、「Japan Perspective News株式会社」（本社・福島市）を設立。

## 著書
- 「神様からの宿題」（2012年、ポプラ社、共著）
- 「とねりこ　ふくしまで暮らす手帖　創刊号2014ふゆ 」（2014年、のはら舎、共著）

## 連載
- 日経ビジネス「フクシマの視点」（2012年～）[3]
- SYNODOS（2012年～）